# 溴化铵
溴化銨（Ammonium bromide）， 外觀為無色或白色立方結晶粉末，可通过氨与溴化氢反应制取。可溶於水、醇，丙酮，微溶於乙醚。用於醫藥鎮靜劑、照相感光劑等。

## 制备
溴化铵可以由氨和溴化氢反应而成：
{\displaystyle \mathrm {HBr+NH_{3}\longrightarrow NH_{4}Br} }
它也可以由溴和氨直接反应而成。
{\displaystyle \mathrm {3\,Br_{2}+8\,NH_{3}\longrightarrow 6\,NH_{4}Br+N_{2}} }
它也可以由氨水和溴化亚铁反应而成。
{\displaystyle \mathrm {FeBr_{2}+2\,NH_{3}+H_{2}O\longrightarrow 2\,NH_{4}Br+Fe(OH)_{2}} }

## 毒性
对全身中毒作用微弱，但要防止摄入、吸人体内，避免与眼睛与皮肤接触。如果摄入，会发生眩晕、恶心；如果吸入，会发生呕吐，两种情况如有发生应立即请医生治疗。如果溅入眼睛内，应立即用大量新鲜水至少冲洗20 min，并请医生治疗。皮肤触及本品，也要用大量水冲洗。被污染的衣服、鞋等要洗净才可再用。生产条件下，应防止溴化物粉尘排到空气中。